# M. G. Sreekumar
MG Sreekumar (n. 25 de mayo de 1957 en Harippad, Kerala), es un director de música y cantante de playback indio, fue dos veces ganador del Premio Nacional del cine Malayalam, donde ha trabajado allí. Con una carrera con más de 25 años, es uno de los intérpretes masculinos, más prominentes en la industria del cine malayalam. Es conocido por su voz, ya que trabajó junto al actor Mohanlal. Sreekumar ha cantado en Malayalam, tamil, telugu, kannada e Hindi. Es el hermano menor del director musical M.G. Radhakrishnan y de la cantante K. Omanakutty. Es dueño además, de una compañía de música llamado KMG Musics.

## Biografía
Sreekumar trabajó en el Banco del Estado de Travancore, antes de comenzar su carrera como cantante. Comenzó su carrera musical, acompañando a su hermano MG Radhakrishnan, en sus conciertos musicales. Nacido en Haripad, Distrito de Alappuzha de Kerala, su padre, Malabar Gopalan Nair, era un cantante muy conocido. Su hermano mayor y gurú de la música, el fallecido MG Radhakrishnan, fue un director musical y músico carnatic reconocido. Su hermana mayor, K. Omanakutty, es una cantante de música clásica y directora de una Academia de Música en Kerala. 
Sreekumar hizo su debut en una película de Malayalam titulado "Poochakkoru Mookkuthi" (1984). La película Malayalam "Chithram" (1988), fue dirigida por Priyadarshan, protagonizada por Mohanlal, en la que fue el primero donde Sreekumar cantó todas las canciones. Ha cantado más de 3.000 canciones para películas en malayalam, tamil, hindi y telugu.

## Vida personal
Después de vivir juntos durante catorce años, se casó con Sreekumar Lekha el 14 de enero de 2000 en el Templo Mookambika en Kollur, Karnataka. La pareja no tuvo hijos.

## Discografía

### Discografía parcial
- Karmayodha (2012)
- Husbands in GoaPichakapoo (2012)
- Kunjaliyan (2012)
- Ninnishtam Ennishtam 2 (2011)
- 1993 Bombay, March 12 (2011)
- Chinatown (2011 film) Arike Ninalum  (2011)
- Living Together (2011)
- Kandahar (2010)
- Oru Naal Varum (2010)
- Alexander the great (2010)
- In Ghost House Inn (2010)
- Sagar alias Jacky Reloaded (2009)
- Kurukshetra (2008)
- Innathe Chintha Vishayam (2008)
- College Kumaran (2008)
- Bhool Bhulaiyaa (2007)
- Chocolate (2007)
- Hallo (2007)
- Classmates (2006)
- Kirtichakra (2006)
- Prajapathi (2006)
- Vadakkumnathan (2006)
- Thanmathra (2005)
- Black (2004)
- VettamMazhathulikal, Oru Kathilola (2004)
- Jalolsavam (2004)
- Thekkekara Super Fast (2004)
- Vamanapuram Bus Route (2004)
- Chakram (2003)
- Pattanathil Sundaran (2003)
- Ammakilikkoodu (2003)
- Hariharan Pillai Happy Aanu (2003)
- Pattalam (2003)
- Swapnam Kondu Thulabharam (2003)
- Chronic Bachelor (2003)
- Vasanthamallika (2003)
- Kalyanaraman (2002)
- Meesa Madhavan (2002)
- Jagathi Jagathish in Town (2002)
- Mazhathullikkilukkam (2002)
- Pranyamanithooval (2002)
- Valkannadi (2002)
- Videsi Nair Swadesi Nair (2002)
- Majunu (2001)
- Ravanaprabhu (2001)
- Akasthile Paravakal (2001)
- Ee Parakkum Thalika (2001)
- Megasandesam (2001)
- Kakkakuyil (2001)
- Yeh Teraa Ghar Yeh Meraa Ghar (2001)
- Karumadikkuttan (2001)
- Vasanthiyum Lakshimiyum Pinne Njanum Chanthu Pottum(2001) - Won National Award for the song "Chanthu Pottum"
- Narasimham(2000)
- Thenkasipattanam (2000)
- Taj Mahal (2000)
- Dada Sahib (2000)(as M.G. Sreekumar)
- Valliettan (2000)
- Ezhupunna Tharakan (1999)
- En Swasa Kaatre (1999)
- Dil Se.. (1998)
- Kadhalar Dhinam (1998)
- Kabhi na Kabhi (1998)
- Mangalya Pallakku (1998)
- Mayajalam (1998)
- Chandralekha (1997)
- Bhoopathi (1997)
- Ekkareyanente Manasam (1997)
- Gajaraja Manthram (1997)
- The Good Boys (1997)
- Krishnagudiyil Oru Pranayakalathu (1997)
- Lelam (1997)
- Manthramothiram (1997)
- Superman (1997)
- Mohamul (1997)
- Madamma (1996)
- Nirnayam
- Manikya Chempazhukka (1995)
- Sadaram (1995)
- Kaalapaani (1994)
- Siaisaalai (1994)
- Doli Saja Ke Rakhna (1994)
- Kashmeeram (1994)
- Pavithram (1994)
- Hey Hero (1994)
- Pingami (1994)
- Devasuram (1993)
- Midhunam (1993)
- Vietnam Colony (1993)
- Gardish  (1993)
- Yoddha (1992)
- Champakulam Thachan (1992)
- Maanthrika Cheppu (1992)
- Advaitham (1991)
- Chanchattam (1991)
- Ennathe Programme (1991)
- Kilukkam (1991)
- Godfather (1991)
- Abhimanyu (1991 film)
- Kilukkampetti (1991)
- Kuttapathram (1991)
- Ulladakkam (1991)
- Oliyampukal (1990)
- Akkareakkareakkare (1990)
- Appu (1990)
- Dr. Pasupathy (1990)
- His Highness Abdullah (1990) - Won National Award for the song "Nadaroopini"
- Indrajaalam (1990)
- Kadathanadan Ambadi (1990) (singer)
- Rajavazhcha (1990)
- Varthamana Kalam (1990)
- Vadakkunokkiyanthram (1989)
- Kireedam (1989)
- Mahayanam (1989)
- Nair Saab (1989)
- News (1989)
- Oru Sayahnathinte Swapnam (1989)
- Ramji Rao Speaking (1989)
- Chithram (1988)
- Aaryan (1988)
- Janmandharam (1988)
- Anantaram (1987)
- Manivatharile Aayiram Sivarathrikal (1987)
- Thalavattam (1986)
- Ayalvasi Oru Daridravasi (1986)
- Onnanam Kunnil Oradi Kunnil (1985)
- Poochakkoru Mookkuthi (1984)
- Kooli   (1984)

## Como compositor
- Thandavam (Malayalam; 2002)
- Chathurangam (Malayalam; 2002)
- Kanchivaram (Tamil; 2008)
- Poi Solla Porom (Tamil)
- Alexander the Great (Malayalam; 2010)
- Bumm Bumm Bole (Hindi; 1 song only, 2010)
- Rakhupathi Raghava Rajaram (Malayalam; 2010)
- Oru Naal Varum (Malayalam; 2010)
- Sakudumbam Shyamala (Malayalam; 2010)
- Penpattanam (Malayalam; 2010)
- Sarkar Colony (Malayalam; 2010)
- Arabiyum Ottakavum P. Madhavan Nairum (Malayalam; 2011)
- Thamarassery to Thailand (Malayalam; 2011)
- Sneham + Ishtam = Amma (Malayalam; 2011)
- Njanum Ente Familiyum (Malayalam; 2011)
- Kunjaliyan (Malayalam; 2012)
- Husbands in Goa (Malayalam; 2012)
- Ardhanaari (Malayalam; 2012)
- Karmayodha (Malayalam; 2012)

## Premios
National Film Awards:
- 1999 - Best Male Playback Singer - Vasanthiyum Lakshmiyum Pinne Njanum (Song: "Chanthu Pottum")
- 1990 - Best Male Playback Singer - His Highness Abdullah (Song: "Nadha Roopini")

Kerala State Film Awards:
- 1992 - Best Playback Singer - Different films
- 1991 - Best Male Playback Singer - Kilukkam (Song: "Kilukil Pambaram") and  Thudarkkadha (Song: "Aathiravaravayi")
- 1989 - Best Male Playback Singer - Kireedam (Song: "Kanneer Poovinte") and  Vadakkunokkiyantram (Song: "Mayamayooram Peeliveeshiyo")

Asianet Film Awards:
- 2010 - Best Music Director - Oru Naal Varum
- 2008 - Best Male Playback - Innathe Chintha Vishayam
- 2005 - Best Male Playback Singer - Thanmathra, Ananthabhadram
- 2003 - Best Male Playback Singer - Manassinakkare

Surya TV Awards:
- 2010 - Best Playback Singer - Oru Naal Varum[2]
- 2008 - Best Playback Singer - Innathe Chintha Vishayam[3]

Other awards:
- 2010 - Asiavision Movie Award for Best Music Director - Oru Naal Varum[4]
- 2008 - Raju Pilakkattu Memorial Award[5]
- 2008 - Jeevan TV - P. Jayachandran Award[6]
- 2012- Swaralaya-Kairali-Yesudas award